# Melioracja agrotechniczna
Melioracja agrotechniczna (agromelioracja, zabiegi agromelioracyjne) – zabiegi uprawowe lub uprawowo-nawożeniowe o długotrwałym, zwykle kilkuletnim działaniu, mające na celu polepszenie właściwości fizyczno-chemicznych oraz stosunków wodnych w glebach niskoklasowych (wadliwych).
Polepszenie stosunków wodno-powietrznych i gospodarki wodnej uzyskuje się w agromelioracji poprzez zmianę właściwości fizycznych i wodnych podglebia (poprawienie struktury, zwiększenie retencji wodnej, zmniejszenie spływów powierzchniowych, zapobieganie erozji gleb). Melioracje agrotechniczne dotyczą bezpośrednio gleby, w odróżnieniu od melioracji technicznych (budowa kanałów, drenów, regulacja cieków) i melioracji fitotechnicznych (zadrzewianie, zakrzewianie i zadarnianie gruntów).
Niekiedy agromelioracje mogą zastąpić melioracje wodne.

## Rodzaje zabiegów agromelioracyjnych na glebach mineralnych
Agromelioracje ze względu na cel i metody
- przygotowujące powierzchnię gleby
  - odkamienianie
  - odkrzewianie
  - rekultywacja
- regulujące stosunki powietrzno-wodne i cieplne gleby
  - odwadnianie
  - nawadnianie
  - ekranowanie
  - iłowanie
  - piaskowanie
  - drenowanie krecie
- wytwarzające głęboką, żyzną warstwę orną
  - orka agromelioracyjna
  - głęboszowanie
- melioracje chemiczne
  - wapnowanie
  - utylizacja odpadów przemysłowych
- melioracje biologiczne
  - nawożenie organiczne
  - stosowanie nawozów bakteryjnych
  - uprawa roślin strukturotwórczych
- zabiegi przeciwerozyjne
  - warstwicowy układ pól
  - tarasowanie zboczy
  - uprawa podpowierzchniowa
  - płodozmiany przeciwerozyjne
  - kształtowanie krajobrazu i warunków do skutecznej ochrony środowiska przyrodniczo-rolniczego

Aglomelioracje z podziałem na wody powierzchniowe i podpowierzchniowe
- Zabiegi usprawniające odpływ wód powierzchniowych
  - wykonywanie bruzd i przegonów
  - orka zagonowa
  - orka profilująca
  - wyrównanie powierzchni pól
- Zabiegi usprawniające odpływ wód podpowierzchniowych
  - orka z pogłębiaczem
  - orka agromelioracyjna
  - głębokie spulchnianie
  - drenowanie krecie
  - nawożenie wgłębne
  - wprowadzenie materiałów obcych do gleby